# 浜慎二
浜 慎二（はま しんじ、1936年1月5日 - ）は、貸本漫画出身の元・ホラー漫画家。 岡山県出身。 血液型：A型。
代表作品は『SF怪奇入門』、『学校で夜、幽霊が!』、『百年少女』など。

## 来歴
1957年、「杉田臣平」名義で『秘密の花園』にて漫画家デビュー。
間もなくして「浜慎二」のペンネームに改め、『怪談』（貸本）、『少年ブック』、『オール怪談』などへの連載や、ひばり書房、立風書房「レモンコミックス」シリーズなどに多くのホラー漫画作品を残した。なお、1990年代の『週刊漫画サンデー』でも、「杉田臣平」名義で読切作品を残している。
プロ漫画家としての活動と並行し、後期にはアマチュアによるマンガ同人会の作画グループにも参加した。

## 作品
※ 雑誌掲載のみの作品も含む。
- 秘密の花園 （1957年、「杉田臣平」名義、デビュー作）
- 探偵児Q （『少年ブック』1962年1月号 - 3月号所収、集英社）
- 読切漫画「シグナルは赤だ!」 （『少年ブック』1962年4月号所収、集英社）
- 読切 アクション推理まんが「おれだけの太陽」 （『少年ブック』1963年8月号所収、集英社）
- 白い血 （『週刊少女フレンド』1965年6月所収、講談社）
- こわいこわいまんが「地下室でよんでいる」 （『週刊少女フレンド』1965年7月所収、講談社）
- 浜慎二先生のこわいまんが「きちがい病院」 （『週刊少女フレンド』1966年12月 - 1966年1月所収、講談社）
- 森の大ジカと猟師 （『小学六年生』1965年9月号所収、小学館、古賀しんさくとの共作）
- シートン動物記 （『小学六年生』1965年10月号所収、小学館）
- ゾウの王者サーダー （『小学六年生』1965年11月号所収、小学館、ムカジとの共作）
- 動物絵物語 クロ物語 （『小学六年生』1965年12月号所収、小学館、椋鳩十との共作）
- 動物特別読みきりまんが「さいごのオオカミ王」 （『小学五年生』1966年1月号所収、小学館）
- 墓標が呼んでいる （『小学六年生』1966年4月号所収、小学館、八木基克との共作）
- のろいのKO 〔ノックアウト〕 （1964年、全3話、少年画報社） ボクシング漫画
- さいごのオオカミ王 （1966年、小学館）
- 悪霊車 （1967年、講談社）
- 燃えろ仁王 （原作：福本和也。『週刊少年サンデー』1968年7号～27号、小学館）
- いぬ男 （『ぼくら』1968年9月号所収、講談社）
- 東海道お化け道中 （1969年、小学館） 同名映画の漫画化
- 読切長編怪奇劇画「ゆがんだ家系」 （『ジュニア文芸』1969年10月号、小学館）
- まんが怪奇シリーズ第1弾「魔首」 （『週刊ぼくらマガジン』1970年2月号所収、講談社）
- まんがショック=シリーズ 第5弾「片目のねずみ」 （『週刊ぼくらマガジン』1970年5月号所収、講談社）
- 必殺仕置人 （『週刊ポスト』1973年8月、小学館。平野仁、中城健との共作） 同名テレビドラマの漫画化
- 雑誌『ヒットパンチ』への表紙画提供 （1973年、檸檬社）
- 仁義子連れ狼 （檸檬社）
- とぎれた旋律 （1973年、小学館）
- ズッコケ野球マンガ　エースはオレだ! （1977年8月15日、立風書房・ダイナミックコミックス）
- オドロイタ!お嬢さん
- 趣味
- ミイラ少女
- 白い血
- ごめんねマル
- 実名劇画 （『政界往来』1983年3月号所収、政界往来社）
- おやこで楽しむ母と子の折り紙
- マンガ版　頭がよくなることわざ辞典
2002年11月、つばめ出版。 2008年2月22日、三興出版より再版。 当作品は、1988年1月にひばり書房「ファミリィブックス」シリーズから発行された『頭が良くなることわざマンガ』の復刻版に当たる。

### 貸本作品
- 吸血少女 （「杉田臣平」名義）
- 零の声 （『黒猫 5』に収録、つばめ出版）
- 殺人犯 （『黒猫 12』に収録、つばめ出版）
- ゆがんだ肖像 （『黒猫別冊 黒真珠 1』に収録、つばめ出版）
- 黒い手 （『十字路 7』に収録、つばめ出版）
- 荒野 （『怪談 27』に収録、つばめ出版）
- 凍死 （『怪談 65』に収録、つばめ出版）
- 黄色い悪夢 （『探偵漫画短篇集 夜の牙 1』に収録、ひばり書房）
- 夕陽をあびてつっ走れ ～ 特ダネ記者 （ひばり書房）
- 誓いの完封 （『青春とはなんだ』に収録、ひばり書房）
アシスタントだった五島慎太郎の作品「あばかれた偶像」も同時収録。

### 集英社『少年ブック』収録作品
- 名馬フリッカ （1961年に連載。当時フジテレビで放映されていた同名実写ドラマの漫画化）
- あすはおれたちの空
- シグナルは赤だ
- 探偵児Q
- 地底からの挑戦

### ひばり書房作品
- 亡びゆく地球 （「杉田臣平」名義）
- スパイ〈no.1〉
- 明日の太陽
- 黒い太陽を追え
- 刑事シリーズ第2集「その影を消せ」 （1968年、ひばりコミックス）
- SF & 怪談 （1970年1月1日、共著作品。浜は「見開かれた目」を提供）
- オール怪談 （1970年2月16日、共著作品。浜は「星だけが知っている」を提供）
- 怪談スリラー （1970年6月16日、共著作品）
浜は「白骨の使者」を提供。この作品は後に、TBSラジオ『夜のミステリー』にてラジオドラマ化されている。
- 怪談全集 （共著作品。浜は「猫ぎらい」を提供）
- ブラック怪談 （1970年6月29日、共著作品。浜は「吸血少女」を提供）
- SF入門 ～ SFぎらいの若者のために… （1967年10月15日）
「ひとり静か」、「幸せな男」、「ああ人間」、「シンペイ（身辺）雑話」、「ああ同窓会」、「秋も終わりの日に」、「顔」の7編を収録。 なお、1974年に『SF怪奇入門』に改題されて再版。 更にその後、「白骨の死者」の1編を加えて『SF入門 白骨の死者』に改題。更に1976年には『SF恐怖入門』に改題されるなど、幾度も再版された。
- ジュニアパンチ5 「マンガと劇画のかき方」 （1975年）
アシスタントだった五島慎太郎らと共に「浜慎二とその仲間」名義でイラスト提供。
- マンガを描こう ～ マンガ入門書 （1976年）
- 狂った生首 （「魔首」、「片目のねずみ」、「征服者」、「いぬ男」の4編を収録）
- 闇に光る幼女の目 （1983年）
「魔首」、「いぬ男」の2編も同時収録。 後に『夜歩く死体 ～ 闇に光る少女の目』に改題されて再版。 なお、この「夜歩く死体」というタイトルは、北沢しげるが立風書房から発表した作品で既に使用している。
- 五島慎太郎著『吸血ドラキュラ』の再版時に表紙画を提供。
- 尾崎みつお著『女吸血鬼マリーネ』の再版時に表紙画を提供。

#### ひばり書房「ファミリィブックス」シリーズ
- ばかされたぬき ～ おばけのはなし （1982年6月）
1988年3月に『ゆかいなおばけ ～ ばかされたぬき』に改題されて再版。
- ナゴタンのなぞなぞだいすき （1984年1月）
- ナゴタンのおでかけ、てんきになぁれ （1985年12月）
- こわいこわい おばけのはなし （1986年1月、劇画提供）
- あの子おばけだよっ （1986年5月）
- 小猫とかぞくのたのしいなぞなぞ ～ ナゴタンのなぞなぞだいすき ナゴタンの365日 （1987年2月、劇画提供）
- こわいお化けと幽霊 ～ おばけのはなし （1987年7月、劇画提供）
- 怪談ものがたり （1987年5月、劇画提供）
- ナゴタンのなぞなぞだいすき ～ 小猫とかぞくのたのしいなぞなぞ （1988年2月16日）
- 頭が良くなることわざマンガ （1988年1月）
当作品は児童向けに人気が高く、2002年11月につばめ出版、2008年2月22日には三興出版より、『マンガ版　頭がよくなることわざ辞典』のタイトルで復刻されている。
- こわい幽霊とかなしい怪談 （表紙画提供。更に「真夜中にママの顔が…」を収録）

### 立風書房「レモンコミックス」シリーズ
- 白ヘビ少女の呪い （1975年3月10日）
- 吸血少女カレン （1975年9月15日）
- 学校で夜、幽霊が! （1976年8月15日）
- 呪いの猫の島 （1980年6月15日）
- 幽霊が泣く教室 （1981年11月15日）
- 百年少女 （1982年8月15日）
- 恐怖!たたりの黒猫 （1983年7月15日）
- 顔のない転校生 （1984年7月15日）
- 亡霊!呪いの村 （1985年1月15日）
- 夜、教室にうかぶ首 （1985年7月15日）
- 怨霊体育館 （1987年6月15日）
- 恐怖学園 ～ 血ぬられた校則!? （1988年9月15日）
- 恐怖!深夜の校内放送 （1989年7月15日）

### 秋田書店「ホラーコミックス」シリーズ
- 幽霊のすむ館 （1987年4月20日）
- 血まみれの幼女 （1988年10月）